# اناتولي أوستاب
اناتولي أوستاب (بالرومانية: Anatolie Ostap)‏ هو لاعب كرة قدم مولدوفي في مركز الوسط، ولد في 22 نوفمبر 1979. شارك مع منتخب مولدوفا تحت 21 سنة لكرة القدم. أما مع النوادي، فقد لعب مع نادي بانغا غاروتشدي ونادي توبول ونادي جالغيريس ونادي قبله.

## وصلات خارجية
- اناتولي أوستاب على موقع الاتحاد الأوربي (الإنجليزية)
- اناتولي أوستاب على موقع قاعدة بيانات كرة القدم.إي يو (الإنجليزية)
- اناتولي أوستاب على موقع Soccerway.com (الإنجليزية)